# Marcel Vonlanthen
Marcel Vonlanthen (Lausanne, 1933. szeptember 8. –) svájci labdarúgó-középpályás.
A svájci válogatott tagjaként részt vett az 1962-es labdarúgó-világbajnokságon.